# دايفيد سميث (سياسي)
دايفيد سميث (بالإنجليزية: David Smith )‏ (و. 1941 – م) هو محامي، وسياسي، من كندا، ولد في تورونتو، هو عضوٌ في حزب الأحرار الكندي.

## مناصب
تولى منصب عضو مجلس العموم الكندي، وعضو مجلس الشيوخ الكندي.